# Na Hye-sok

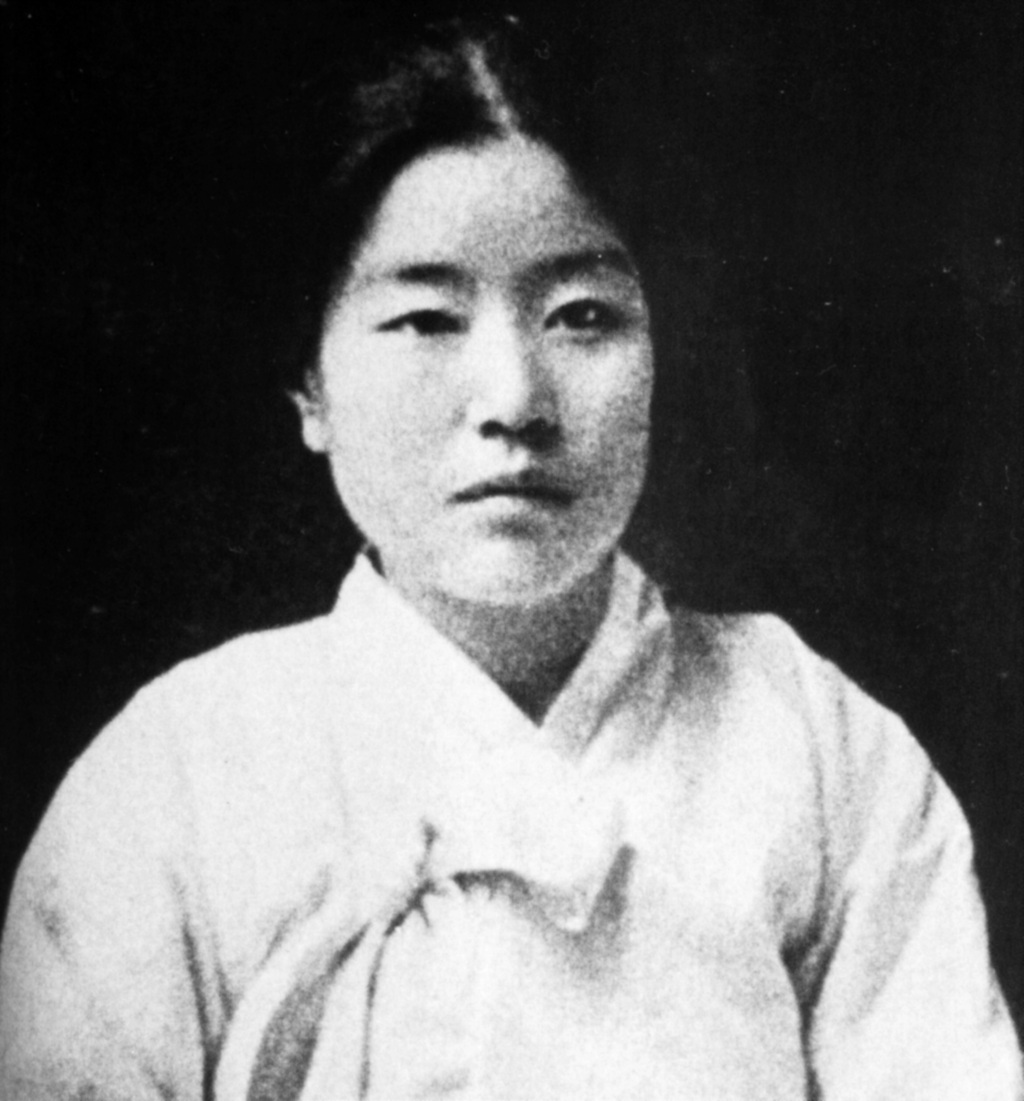
Na Hye-sok

Na Hye-sok (Hangul:나혜석, hanja:羅蕙錫, 18 tháng 4 năm 1896 - 10 tháng 12 năm 1948) là một nghệ sĩ, thi sĩ, nhà cách mạng và nhà hoạt động vì nữ quyền người Triều Tiên. Bà có bút hiệu là Jeongwol(정월 晶月 Tinh Nguyệt).

## Tác phẩm
- Ly hôn cáo bạch thư (이혼고백서, 離婚告白書)
- Go on a honeymoon, the tomb of first love (첫사랑의 무덤으로 신혼여행을 가다)
- Gyunghee (경희)
- Jeongsun (정순)
- Kyonghui Lưu trữ ngày 5 tháng 11 năm 2012 tại Wayback Machine
- Na Hye-sok Jeonjip (나혜석전집, 羅蕙錫全集)
- Na Hye-sok Works Collection(나혜석 작품집)